# Libčice nad Vltavou
Libčice nad Vltavou (deutsch Libschitz an der Moldau) ist eine Stadt in Tschechien. Sie liegt 14 Kilometer nordwestlich des Stadtzentrums von Prag und gehört zum Okres Praha-západ.

## Geographie
Libčice nad Vltavou befindet sich auf dem Gleithang einer Flussschleife am linken Ufer der Moldau. Nördlich der Stadt liegen die Reste der Burg Liběhrad, zu deren Füßen die Autofähre nach Dol als einzige Verbindung zum anderen Ufer über den Fluss führt.
Nachbarorte sind Dolany und Dolánky im Norden, Máslovice im Nordosten, Vodochody, Drasty und Větrušice im Osten, Letky, Řež und Husinec im Süden, Úholičky und Velké Přílepy im Südwesten, Chýnov, Tursko und Těšina im Westen sowie Debrno im Nordwesten.

## Geschichte
Libčice nad Vltavou gehört zu den namhaftesten archäologischen Fundstätten Tschechiens. Die Funde belegen eine frühzeitliche Besiedlung in drei Epochen auf dem Gebiet der Stadt. Dabei wurden neben vorzeitlichen Siedlungsresten und Grabstätten auch die Reste eines keltischen Dorfes entdeckt.
Erstmals schriftlich nachgewiesen ist der Ort in der Gründungsurkunde des Klosters Břevnov aus dem Jahre 993. Später war das Dorf zur Herrschaft Zbraslav zugehörig und kam dann zu Nelahozeves.
Im 19. Jahrhundert erhielt die Stadt durch den Eisenbahnbau der k.k. Nördliche Staatsbahn von Prag nach Lobositz durch das Moldautal einen wirtschaftlichen Aufschwung. Nach der Eröffnung der Strecke im Jahre 1850 wandelte sich der Charakter des zuvor durch die Landwirtschaft dominierten Dorfes und Libčice wurde bekannt für seine Ziegeleien sowie die Produktion von Dachziegeln und Schrauben. 1924 erfolgte der Zusammenschluss der Dörfer Libčice, Chýnov und Letky zur Gemeinde Libčice nad Vltavou, die 1948 zur Stadt erhoben wurde.

## Stadtgliederung
Für die Stadt Libčice nad Vltavou sind keine Ortsteile ausgewiesen. Sie besteht aus den Ortslagen Chýnov (Chynow), Letky (Letek) und Libčice (Libschitz).

## Sehenswürdigkeiten
- barocke Kirche St. Bartholomäus, das katholische Gotteshaus wurde zwischen 1763 und 1769 errichtet
- Kirche der Böhmischen Brüdergemeinde, erbaut 1863–1867
- Christusstatue auf dem katholischen Friedhof, geschaffen 1909 von František Bílek
- auf dem evangelischen Friedhof befindet sich eine ebenfalls von František Bílek geschaffene Statuengruppe
- Reste der Burg Liběhrad
- Moldautal mit rechtsseitigem felsigen Steilufer

## Söhne und Töchter der Stadt
- Karel Franta (1928–2017), Maler und Illustrator